# Stefan Winghart

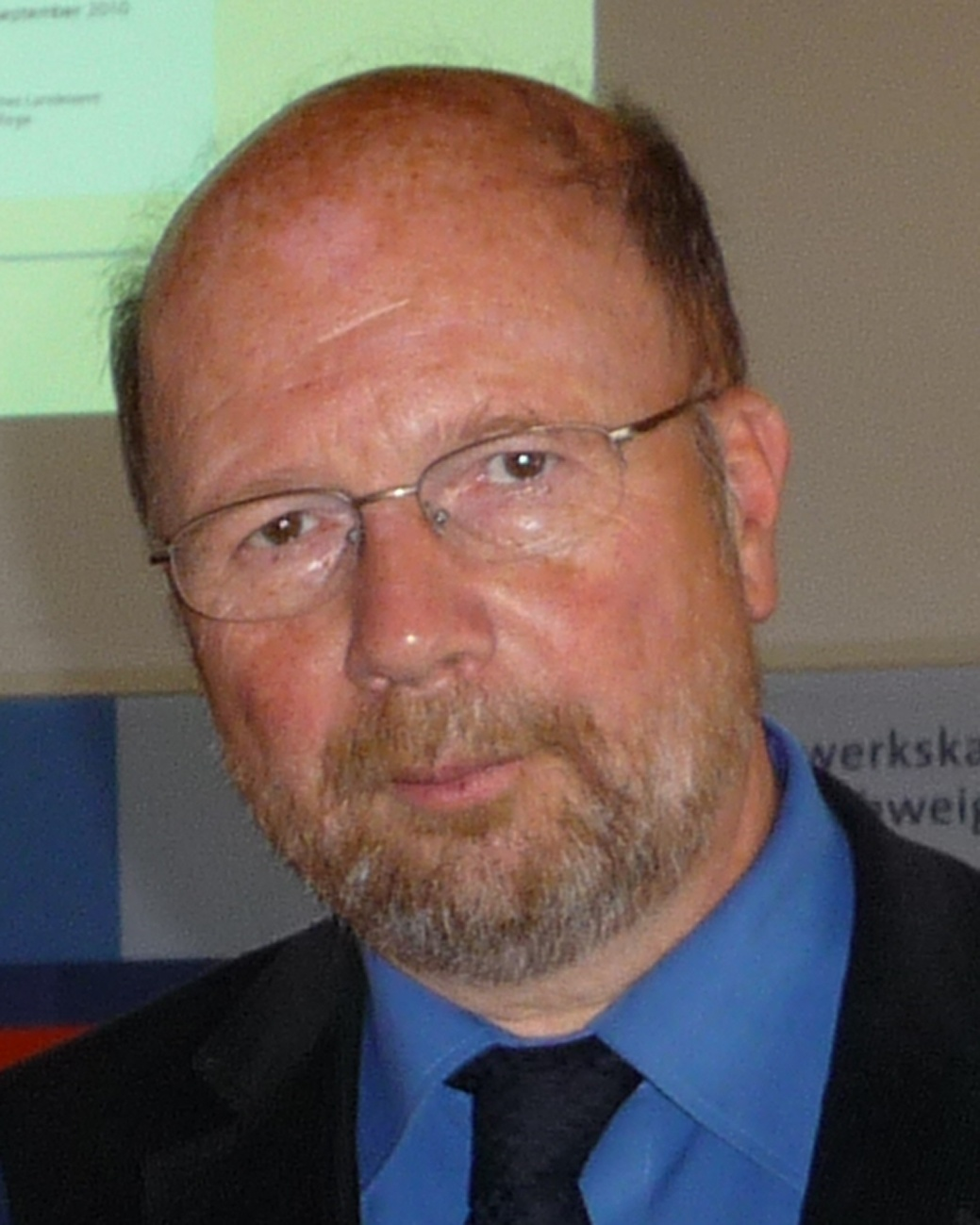
Stefan Winghart (2010)

Stefan Winghart (* 23. Februar 1952 in München; † 30. Mai 2022 in München) war ein deutscher Prähistorischer Archäologe und Denkmalpfleger. Von 2003 bis 2009 war er Landeskonservator und Leiter des Thüringer Landesamtes für Denkmalpflege in Erfurt sowie von 2009 bis 2017 Präsident des Niedersächsischen Landesamtes für Denkmalpflege in Hannover.

## Leben
Stefan Winghart legte 1971 am humanistischen Wilhelmsgymnasium München das Abitur ab und studierte bis 1978 Vor- und Frühgeschichte, Alte und Mittelalterliche Geschichte, Kunstgeschichte Klassische Archäologie und Byzantinistik an der Ludwig-Maximilians-Universität München sowie an Universitäten in Regensburg und Dublin. Nach dem Magisterexamen in Regensburg war Winghart ab 1978 als Assistent am Germanischen Nationalmuseum Nürnberg und seit 1979/80 als wissenschaftlicher Angestellter am Römisch-Germanischen Zentralmuseum Mainz tätig. Nach dem Studium erfolgte 1980 in Regensburg die Promotion zum Dr. phil. über vorgeschichtliche Horte im ostbayerischen Grenzgebirge und im Schwarzwald. 1981 trat er in die Bodendenkmalpflege des Bayerischen Landesamtes für Denkmalpflege ein, wo er ab 1982 archäologischer Gebietsreferent war und bis 2002 das archäologische Gebietsreferat Oberbayern-Nord und Oberbayern-Süd sowie das Grabungsbüro Ingolstadt leitete. 1996 wurde er zum stellvertretenden Abteilungsleiter bestellt und 1998 zum Hauptkonservator ernannt.
Von Januar 2003 bis April 2009 war Winghart Landeskonservator und Leiter des Thüringer Landesamtes für Denkmalpflege in Erfurt und wechselte anschließend nach Hannover zum Niedersächsischen Landesamt für Denkmalpflege, wo im Mai 2009 die seit einem halben Jahr vakante Präsidentenstelle von Christiane Segers-Glocke übernahm. Am 31. August 2017 ging Winghart in Pension. Ihm folgte als Präsidentin Christina Krafczyk nach. Seither lebte Winghart wieder in Asch im Landkreis Landsberg am Lech, wo er bereits in den 1980er und 1990er Jahren wohnte. 2020 wurde er zum Vorsitzenden des über 700 Mitglieder zählenden Historischen Vereins Landsberg gewählt.
Seit 1982 war Winghart mit der Journalistin Eva-Maria Baumeister-Winghart verheiratet und hatte zwei Söhne.

## Werk
In seinem wissenschaftlichen Werk beschäftigte sich Winghart insbesondere mit der Bronzezeit, ausgehend von seiner Dissertation, die sich mit bronzezeitlichen Deponierungen als Zeugnisse religiöser Vorstellungen und Praktiken auseinandersetzte. So befasste er sich etwa mit der Verbreitung metallischer Rohstoffe im Alpenvorland und der Bauweise hölzerner Speichenräder der Bronze- und Urnenfelderzeit. In Eching/Bayern untersuchte Winghart 1980 im Rahmen einer Rettungsgrabung (Eching 1) und im Jahre 1983 (Eching 2) zwei kleinere Flachlandsiedlungen der Urnenfelderkultur. Dies sind Eching 1 mit 16 nachgewiesenen Häusern und das Dorf Eching 2 mit ebenfalls 16 Gebäuden (ca. 5–10 m lang, 1–9 m breit), das nur teilweise ausgegraben werden konnte.
Seit 1993 nahm Stefan Winghart Lehraufträge an den Universitäten Erfurt, Jena, München und Osnabrück wahr. Im Bereich für Ur- und Frühgeschichte der Friedrich-Schiller-Universität Jena hielt er Lehrveranstaltungen zur Bronze- und Eisenzeit. Ab 2012 hielt er an der Universität Osnabrück Lehrveranstaltungen ab, wo er das Fach Archäologische Denkmalpflege vertrat. Dazu verlieh ihm die Universität Anfang 2015 eine Honorarprofessur an ihrem Historischen Institut.
Stefan Winghart war Vorstandsmitglied im Institut für Steinkonservierung e. V. (ifs) mit Sitz in Mainz, einer gemeinsamen Einrichtung der staatlichen Denkmalpflege Hessen, Rheinland-Pfalz, Saarland und Thüringen. Außerdem war er korrespondierendes Mitglied des Deutschen Archäologischen Instituts (DAI) in Berlin und von der UNESCO beauftragt, den Welterbestatus von Kulturstätten zu evaluieren.
In den Jahren 2010 und 2011 war Stefan Winghart der Beauftragte des Landes Niedersachsen bei der Eintragung des UNESCO-Welterbes „Oberharzer Wasserwirtschaft“ in Brasilia und bei der Eintragung des Welterbes „Fagus-Werk“ in Paris. 2012 wurde er in den Vorstand des Deutschen Nationalkomitees der internationalen Denkmalschutzorganisation ICOMOS gewählt.

## Zitate
Stefan Winghart in dem Erfurter Gespräch „Verfallen, vernichtet, verbrannt. Bleibt vom Kulturerbe nur Schall und Rauch?“ im MDR anlässlich des Brandes der Weimarer Herzogin Anna Amalia Bibliothek, Sondersendung vom 6. September 2004:

„Um mit dem uns anvertrauten geschichtlichen Erbe verantwortlich umzugehen, müssen wir es annehmen. Die Bewahrung darf allerdings nicht mit der Konservierung eines Zustands gleichgesetzt werden. Denkmalpflege als angewandte historische Wissenschaft ist ein dynamischer und damit auch selektiver Prozess, sie gestaltet den Übergang von der Vergangenheit in die Zukunft.“

Zum Fund des Goldhorts von Gessel äußerte sich Stefan Winghart als Präsident des Niedersächsischen Landesamtes für Denkmalpflege am 22. Februar 2012 :

„Archäologische Sensationen fallen nicht vom Himmel, sie sind vielmehr das Ergebnis akribischer und geduldiger wissenschaftlicher Arbeit. Nur flächendeckende Untersuchungen […] führen zu neuen Erkenntnissen.“

## Schriften
- zusammen mit Joachim Gillessen, Manfred Bialucha, Fritz Lutz, Peter Weinzierl: Lebensraum Landkreis München. 1990, Stephan Heller Verlag. 456 S., ISBN 3-88863-009-6.
- und Fritz Moosleitner et al.: Archäologie beiderseits der Salzach. Bodenfunde aus dem Flachgau und Rupertiwinkel. Begleitheft zur gleichnamigen Ausstellung 1996/97. Salzburg 1996, 168 S.
- zusammen mit Wolfgang Pledl, Rupert Gebhard, Brigitte Haas-Gebhard, Ludwig Kreiner, Klaus Leidorf, Marcus Prell, Bernhard Rödig, Peter Schwenk und Ferdinand Steffan: Archäologie und Heimatforschung. Bayerischer Landesverein für Heimatpflege 2002. 104 S. (Taschenbuch). ISBN 3-931754-26-X.
- zusammen mit Jürgen Aretz, Stefan W. Krieg, Axel Föhl, Paul G. Custodis, Gerhard A. Stadler, Bernhard Mai und Sabine Guzowski: Industriedenkmalpflege. E. Reinhold Verlag, 2003, 52 S. (Taschenbuch), ISBN 3-910166-92-X.
- zusammen mit Sebastian Sommer, Cornelia Schütz, Gerd Riedel, Evi Steinberger und Karl H. Rieder: Am Ende des goldenen Zeitalters (Begleitheft zur Ausstellung im Stadtmuseum Ingolstadt). 2003, Bayerisches Landesamt für Denkmalpflege. 78 S. (Taschenbuch). ISBN 3-932113-39-X.
- Das Chorgestühl des Erfurter Doms (Arbeitshefte des Thüringischen Landesamtes für Denkmalpflege Neue Folge Band 13,2), hrsg. vom Thüringer Landesamt für Denkmalpflege. Erfurt 2003. 48 S. ISBN 3-910166-93-8.
- zusammen mit Reinhold Stanitzek, Dieter Gentsch, Sophie Ritz, Jürgen Lange, Constanza von Steuber, Franz Rittig, Thomas Wurzel, Peter Möller und Uwe Leifheit: Positionen zur Eisenbahndenkmalpflege in Thüringen. Beiträge des Kolloquiums Positionen zur Eisenbahndenkmalpflege in Thüringen am 14. Oktober 2003 in Erfurt. E. Reinhold Verlag, Altenburg 2004. Taschenbuch,  48 S. ISBN 3-910166-97-0.
- zusammen mit Daniela Danz, Christoph Hanske, Thomas Grützner und Heinz Stade: Der Alte Friedhof von Buttstädt. Ein Thüringer Camposanto. E. Reinhold Verlag, Altenburg  2004. Taschenbuch, 112 S. ISBN 3-910166-95-4.
- zusammen mit Johannes Cramer und Manfred Schuller (Hrsg.): Forschungen zum Erfurter Dom. Bearbeitet von Barbara Perlich und Gabri van Tussenbroek (Arbeitshefte des Thüringischen Landesamtes für Denkmalpflege Neue Folge Band 20, 20/1). Erfurt 2005. 2 Bände, 333 S. ISBN 3-937940-10-3.
- zusammen mit Frank Fechner, Dieter J. Martin und Eberhard Paulus: Thüringer Denkmalschutzgesetz (ThürDSchG). Kommentar. Kommunal- und Schul-Verlag, Wiesbaden 2005. 262 S. ISBN 3-8293-0753-5.
- zusammen mit Mark Escherich, Ulrich Wieler, Martin Baumann, Sabine Guzowski, Kathrin Weber, Monika Kahl, Nicola Damrich, Rainer Müller und Albrecht Lobenstein. Aus der Arbeit des Thüringischen Landesamtes für Denkmalpflege. Bauaufgaben des 20. Jahrhunderts. E. Reinhold Verlag, Altenburg 2005, ISBN 3-937940-16-2.

Herausgeberschaften
- Berichte zur Denkmalpflege in Niedersachsen, Veröffentlichung des Niedersächsischen Landesamtes für Denkmalpflege (Hannover).
- Aus der Arbeit des Thüringischen Landesamtes für Denkmalpflege, Publikationsreihe (Erfurt)